# Philip Harper
Pour les articles homonymes, voir Harper.
Philip Harper, né le 10 mai 1965 à Baltimore dans le Maryland, est un trompettiste de jazz américain. 

## Biographie
Harper grandit et étudie la musique à Atlanta avec son frère ainé Danny, puis à la Hartt School of Music de West Hartford dans le Connecticut avec Jackie McLean. 
À l'âge de 18 ans il s'installe à New York, et joue notamment avec Jimmy Scott, Jimmy McGriff, Betty Carter, Etta Jones, Harry 'Sweets' Edison, Bill Cosby et Cedar Walton.
Il joue de 1986 à 1988 au sein des Jazz Messengers d'Art Blakey et au sein du Mingus Big Band. Il signe également avec Verve Records et produira quatre albums pour ce label.
De 1988 à 1993 il monte avec son frère Winard le groupe The Harper Brothers : Justin Robinson, Stephen Scott et Michael Bowie occuperont respectivement les postes de saxophoniste alto, pianiste et bassiste au sein de ce groupe,.
Le jeu de Philip Harper s'inscrit dans un style du jazz "traditionnel", avec de nombreuses reprises de standards de jazz.

## Discographie
- 1988 : The Harper Brothers (Verve)
- 1989 : Remembrance: Live at the Village Vanguard (Verve)
- 1991 : Artistry  (Verve)
- 1992 : You Can Hide Inside the Music  (Verve)
- 1993 : Soulful Sin (Muse)
- 1994 : The Thirteenth Moon (Muse)
- 2017 : Phil Harper, 50 Great Atmosphere Jazz (PlayFri)

Avec Cecil Brooks III :
- 1990 : Hangin' with Smooth (Muse)

Avec Etta Jones :
- 1992 : Inverser les Charges (Muse)

Avec Nathan Breedlove :
- 1993 : Goodfellas (Evidence Records)

Avec Amanda Sedgwick :
- 2004 : Réunion (Touché Music)

Avec Federico Bonifazi :
- 2018 : E 74 St (SteepleChase)